# Tour Gol de mujer
Es la sexta gira que realizó la banda de rock argentino Divididos. Comenzó el 8 de junio de 1998 y terminó el 22 de enero del 2000. Se realizó para presentar su disco Gol de mujer. La presentación oficial de este disco se realizó en el Parque Sarmiento, en un concierto que tuvo varios invitados. Previo a eso, realizaron un mini show en el Teatro Santa María, para el programa de radio "Cuál Es?". En ese año siguieron girando por el país con este disco. Durante 1999 hicieron varios shows hasta regresar triunfalmente al estadio Obras, donde también contaron con varios invitados. Vuelven a ese escenario en julio, y realizan los últimos recitales del año. Al año siguiente tocan en Mar del Plata, Necochea y Mar de Ajó, y luego se van a Inglaterra para grabar el sexto disco, que se titula Narigón del siglo.

## Lanzamiento del disco y gira

### 1998
En junio de 1998 editan el mencionado disco, y para presentarlo, realizan un mini show en el Teatro Santa María, el día 8 de junio. El recital fue organizado para la radio Cuál Es, en sus 13 años de historia. El 25 de julio se realiza en el Parque Sarmiento la presentación oficial del disco, en un recital que contó con la participación de Ricardo Iorio en El burrito, Claudio Marciello en Zombie, el hermano de Ricardo Mollo (Omar Mollo), Jaime Torres en Nene de antes y la mujer de Ricardo también en El burrito, aportando su guitarra. El 18 de agosto, y después de un buen tiempo, la banda vuelve a los Estados Unidos nuevamente, para ofrecer un show en los Estudios MTV. El día 21, la banda toca en el Club Muñiz de San Miguel, donde había tocado La Renga en el '96, precisamente en el mes de mayo. Días después tocan en Rosario, dando un recital en el Centro de Expresiones Contemporáneas. Luego tocan en Bahía Blanca el 19 de septiembre, exactamente en el estadio de Olimpo. Dos días después tocaron en el Paseo del Bosque. En octubre, y después de un buen tiempo, la banda regresa a Ramos Mejía. No tocaban allí desde hacía dos años atrás. Finalmente, y para despedir el año, tocan el 5 de diciembre de 1998 en El Marquee. En ese año, Ricardo Mollo se ocupó en la producción del cuarto disco de estudio de La Renga, el quinto en la carrera de la banda, titulado simplemente La Renga.

### 1999
En 1999, comienzan otro año de vida tocando el 9 de enero otra vez en El Marquee. Se dio a un año del nacimiento de Brenda Jaime. 20 días después vuelven a Ramos Mejía, tocando otra vez en Flight City Disco. El 5 de febrero tocan en la discoteca Go! de Mar del Plata, y luego vuelven nuevamente a su tierra de origen. El recital tuvo lugar el 14 de febrero en el Club Defensores de Hurlingham, donde habían tocado el 10/06/1995 cuando se cumplieron 10 años de su primer recital. Allí contaron con Caballeros de la Quema como soportes. El 1 de marzo participan de la tercera edición del Buenos Aires Vivo, que tuvo lugar en Puerto Madero. Fueron teloneados por los Caballeros de la Quema. En el recital se suscitaron varios problemas de electricidad en los semáforos de la zona, los cuales hicieron que varios jóvenes que asistieron al show murieran electrocutados. Después de ese trágico suceso, la banda vuelve a tocar en Obras el 21 de mayo de 1999, 12 días después que Los Piojos. Este fue un regreso triunfal al escenario de Obras tras 4 años de ausencia. Su última visita había sido el 15/12/1995 en la presentación de Otroletravaladna, que no tuvo tanto éxito como se esperaba. Participaron el hermano de Ricardo Mollo, Érica García, Javier Casalla, Luis Robinson y Tito Fargo. El 28 tocan en el estadio Chateau Carreras, participando así de una nueva edición del Chateau Rock. Allí participaron también Almafuerte y los Caballeros de la Quema, entre otros. El 12 de junio, la banda participa de la reinauguración de La Rockería, un local del partido de Quilmes. Contaron con la participación de Chizzo, cantante de La Renga y Martín "El Mono" Fabio, cantante de Kapanga. Con ellos interpretaron el tema Ala delta. El 21 y 22 de junio, se produce un nuevo regreso de Divididos a Cemento, donde habían tocado en los últimos años. Un mes después vuelven otra vez al estadio Obras, otra vez con dos invitados de lujo. En el concierto participó Érica García en el bajo, por un lado. Por el otro, sube al escenario Chizzo, para tocar la armónica. Ambos son los encargados de interpretar El burrito, en un Obras bastante lleno. A su vez, Ricardo Mollo se ocupa de la producción del nuevo disco de Almafuerte, A fondo blanco, que salió en los meses anteriores. En los últimos meses del '99, la banda parte hacia Inglaterra para grabar lo que sería Narigón del siglo, que saldría al año siguiente. El 11 de diciembre vuelven a la Argentina, dando un recital en El Virrey, en Santa Fe. Allí estrenaron los primeros temas nuevos que se incluirían en el disco antes mencionado. Estos fueron Casi estatua y Elefantes en Europa. El 17 de diciembre vuelven otra vez a Cemento, donde estrenaron otro tema nuevo, que se titula Vida de topos, además de los que habían tocado días antes. El 26 de diciembre, Divididos despide el año tocando otra vez en Ramos Mejía.

### 2000
Comienzan el año 2000 tocando el 9 de enero en Mar del Plata nuevamente. El día 13 tocan por primera vez en su carrera en la Ciudad de Necochea, y por último el 22 en el Mar de Ajó Stadium.

## Conciertos
| Fecha                    | Ciudad        | País           | Recinto                              |
| ------------------------ | ------------- | -------------- | ------------------------------------ |
| América del Sur          |               |                |                                      |
| 8 de junio de 1998       | Buenos Aires  | Argentina      | Teatro Santa María                   |
| 25 de julio de 1998      | Buenos Aires  | Argentina      | Parque Sarmiento                     |
| América del Norte        |               |                |                                      |
| 18 de agosto de 1998     | Miami         | Estados Unidos | Estudios MTV                         |
| América del Sur          |               |                |                                      |
| 21 de agosto de 1998     | San Miguel    | Argentina      | Club Muñiz                           |
| 6 de septiembre de 1998  | Rosario       | Argentina      | Centro de Expresiones Contemporáneas |
| 19 de septiembre de 1998 | Bahía Blanca  | Argentina      | Estadio Roberto Natalio Carminatti   |
| 21 de septiembre de 1998 | La Plata      | Argentina      | Paseo del Bosque                     |
| 16 de octubre de 1998    | Ramos Mejía   | Argentina      | Flight City Disco                    |
| 5 de diciembre de 1998   | Buenos Aires  | Argentina      | El Marquee                           |
| 9 de enero de 1999       | Buenos Aires  | Argentina      | El Marquee                           |
| 29 de enero de 1999      | Ramos Mejía   | Argentina      | Flight City Disco                    |
| 5 de febrero de 1999     | Mar del Plata | Argentina      | Go! Disco                            |
| 14 de febrero de 1999    | Hurlingham    | Argentina      | Club Defensores                      |
| 21 de febrero de 1999    | Del Viso      | Argentina      | Club Unión                           |
| 1 de marzo de 1999       | Buenos Aires  | Argentina      | Puerto Madero                        |
| 21 de mayo de 1999       | Buenos Aires  | Argentina      | Estadio Obras Sanitarias             |
| 28 de mayo de 1999       | Córdoba       | Argentina      | Estadio Mario Alberto Kempes         |
| 12 de junio de 1999      | Quilmes       | Argentina      | La Rockería                          |
| 21 de junio de 1999      | Buenos Aires  | Argentina      | Cemento                              |
| 22 de junio de 1999      | Buenos Aires  | Argentina      | Cemento                              |
| 24 de julio de 1999      | Buenos Aires  | Argentina      | Estadio Obras Sanitarias             |
| 11 de diciembre de 1999  | Santa Fe      | Argentina      | El Virrey                            |
| 17 de diciembre de 1999  | Buenos Aires  | Argentina      | Cemento                              |
| 26 de diciembre de 1999  | Ramos Mejía   | Argentina      | Flight City Disco                    |
| 9 de enero de 2000       | Mar del Plata | Argentina      | Go! Disco                            |
| 13 de enero de 2000      | Necochea      | Argentina      | Club Ciudad de Necochea              |
| 22 de enero de 2000      | Mar de Ajó    | Argentina      | Mar de Ajó Stadium                   |

## Formación durante la gira
- Ricardo Mollo - Voz y guitarra eléctrica (1988-Actualidad
- Diego Arnedo - Bajo (1988-Actualidad)
- Jorge Araujo - Batería (1995-2004)